# Марянкі (Лодзинське воєводство)
Марянкі (пол. Marianki) — село в Польщі, у гміні Кутно Кутновського повіту Лодзинського воєводства.
Населення — 61 особа (2011).
У 1975-1998 роках село належало до Плоцького воєводства.

## Демографія
Демографічна структура станом на 31 березня 2011 року:
|          | Загалом | Допрацездатний вік | Працездатний вік | Постпрацездатний вік |
| -------- | ------- | ------------------ | ---------------- | -------------------- |
| Чоловіки | 25      | 4                  | 16               | 5                    |
| Жінки    | 36      | 10                 | 19               | 7                    |
| Разом    | 61      | 14                 | 35               | 12                   |